# Sigmundur Brestisson
Sigmundur Brestisson (961 - 1005) introduziu o cristianismo aos habitantes das Ilhas Feroé (ou Faroé) em 999. Ele é um dos personagens principais da Saga dos Færeyinga.
De acordo com a Saga, os emigrantes que deixaram a Noruega, para escapar da tirania do rei Haroldo I, estabeleceram-se nas ilhas desde o início do século IX. Já no início do século XI, Sigmundur, cuja família tinha vivia nas ilhas do sul, mas haviam sido quase exterminados pelos invasores do norte, foi enviado de volta para as Ilhas Feroé, de onde ele havia fugido, para tomar posse das ilhas em nome de Olavo Tryggvason, rei da Noruega.
Sigmundur foi o primeiro homem das Ilhas Feroé a se converter à fé cristã, trazendo o cristianismo para o local por  meio do decreto do rei Olavo. Inicialmente, Sigmundur procurou converter os habitantes da ilha lendo o decreto para o Løgting (como é chamado o parlamento) em Tórshavn, mas quase foi morto por uma multidão enfurecida. Ele, então, mudou de tática: foi com homens armados para a residência do inlfuente viking Tróndur í Gøtu e destruiu sua casa durante a noite. Ele o ofereceu a escolha entre aceitar o cristianismo ou a cabeça (ser decapitado. Tróndur acaba aceitando o cristianismo.

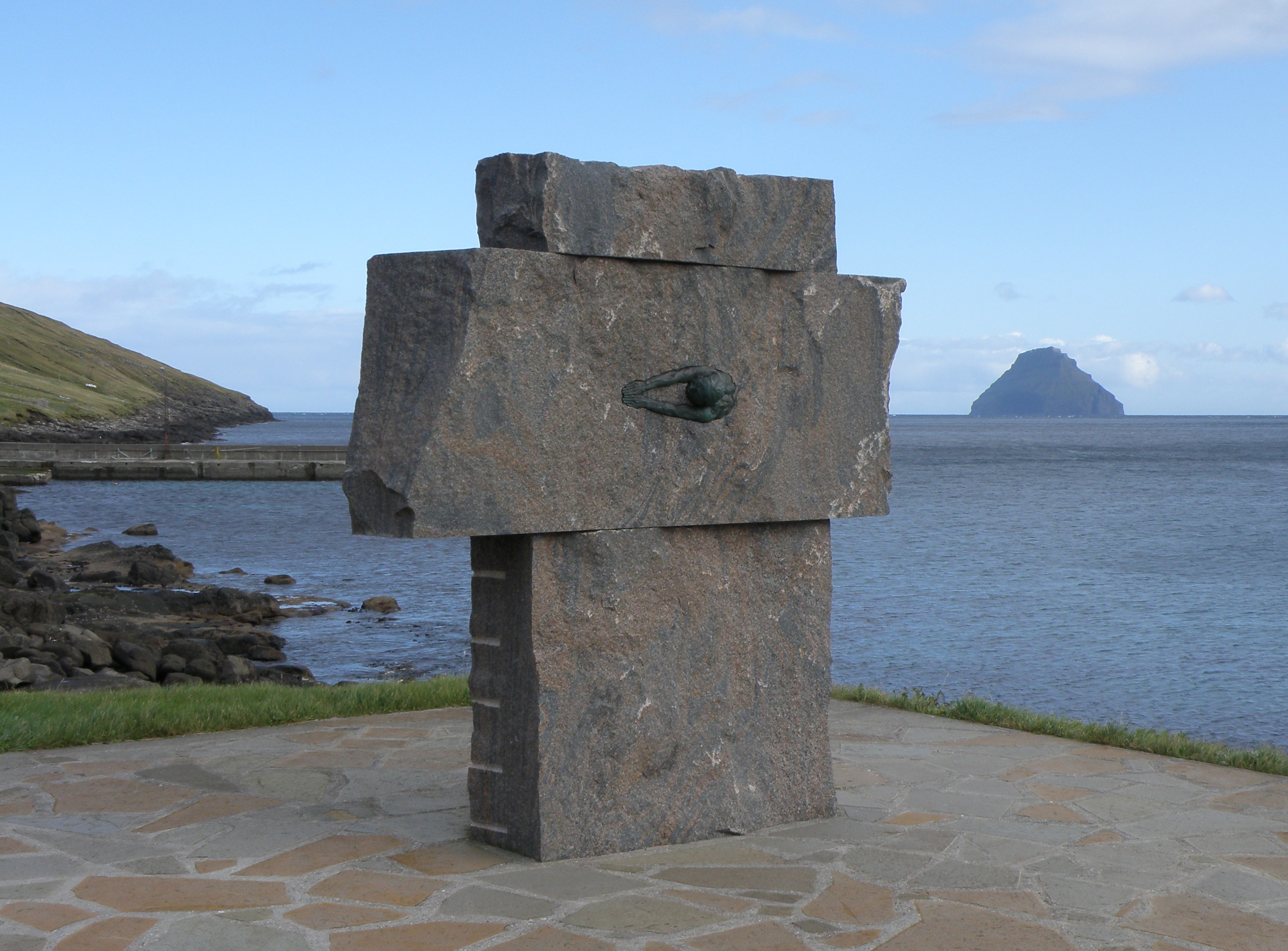
Monumento em Sandvík, feito pelo escultor Hans Pauli Olsen, em 2006, em memória de Sigmundur Brestisson

Mais tarde, em 1005, Tróndur acabou atacando Sigmund durante a noite em seu quintal em Skúvoy, Sigmundur fugiu nadando para Sandvík, em Suðuroy e chegou a terra em Sigmundargjógv, em Sandvík, mas um agricultor na aldeia o matou quando já estava exausto, roubando seu bracelete de ouro.
Segundo a tradição, sua lápide está localizada em Sigmundarsteinur em Skúvoy. Há uma cruz esculpida, já que o lugar fazia parte de uma antiga igreja.